# Anthurium wallisii
Anthurium wallisii är en kallaväxtart som beskrevs av Maxwell Tylden Masters. Anthurium wallisii ingår i släktet Anthurium och familjen kallaväxter. Inga underarter finns listade.